# Xã Union, Quận Muskingum, Ohio
Xã Union (tiếng Anh: Union Township) là một xã thuộc quận Muskingum, tiểu bang Ohio, Hoa Kỳ. Năm 2010, dân số của xã này là 4.395 người.